# Micralarctia schraderi
Micralarctia schraderi là một loài bướm đêm thuộc phân họ Arctiinae, họ Erebidae.